# アウグスト・ピノチェト
アウグスト・ホセ・ラモン・ピノチェト・ウガルテ（Augusto José Ramón Pinochet Ugarte、1915年11月25日 - 2006年12月10日）は、チリの陸軍軍人、政治家。第30代チリ共和国大統領（在任：1974年 - 1990年）。
1973年9月11日のチリ・クーデターで政権を掌握し、長期に亘って強権をふるい、独裁者としてチリに君臨した。
Pinochetはフランス語由来の姓であるため、末尾の「/t/」の有無や、chを/t͡ʃ/か/ʃ/かのどちらかによって、「ピノチェ」、「ピノシェ」、「ピノチェト」、「ピノシェト」などと発音するのが原語に近い。

## 生涯

### 出生
1915年11月25日、チリ第二の都市バルパライソにて、バスク系フランス人をルーツに持つ家に生まれた。

### 軍歴
チリ陸軍士官学校卒業。1937年の入営以降、チリ陸軍内で着実に出世し、1971年1月に陸軍中将（師団将軍）となる。1973年8月23日にはカルロス・プラッツの後任として陸軍総司令官に就任。

### 大統領時代

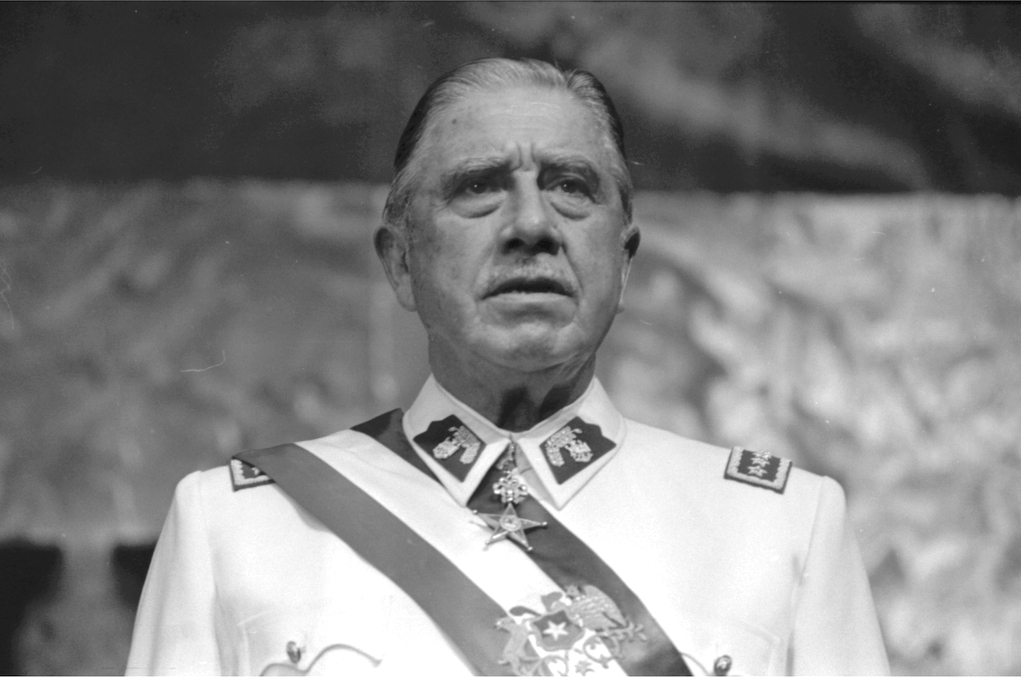
アウグスト・ピノチェト（1977年）

1973年9月11日には、3年前に社会主義政権としては史上初めて自由選挙によって樹立されたサルバドール・アジェンデ政権をクーデターで転覆することに成功し、翌12日に結成された軍事評議会の議長となる。
クーデター直後に戒厳令が敷かれ、ビクトル・ハラを初めとする人民連合系の市民が多数サンティアゴ・スタジアムに集められ、容赦なく虐殺された。クーデター後一日で確認された遺体は2,700体に上った。
1974年3月に発表された国家再建方針により、ピノチェトは議会制民主主義の否定による軍事政権の長期化と、軍事政権による政治、教育、経済などチリのあらゆる部分の改変を打ち出した。特に教育面では、大学が軍人の統制下に置かれ、思想統制のためマルクスら社会主義関連の書物や、パブロ・ネルーダ、フランツ・カフカ、マクシム・ゴーリキー、ジークムント・フロイトなどが焚書にかけられ、燃やされた。
1974年6月27日には大統領に就任。アメリカ合衆国の政財界、チリ国内の保守層や軍部の支援を受けながら、その後1990年3月までの16年間に亘って軍事政権を率いて強権政治を行い、「独裁者」と呼ばれた。ピノチェト政権下では、多くの左派系の人々が誘拐され行方不明となった。2004年のチリ政府公式報告書では、1973年から1990年までの死者・行方不明者は合計で3,196人だが、国際的な推計によれば実際にはもっと多いのではないかともいわれる。また、誘拐・投獄に伴う拷問も広く行われたとされ、新たに建設された強制収容所に送られたり、拷問を受けたりと何らかの形で人権侵害を受けた人々は10万人とも推定され、政治的、経済的な理由での亡命者は当時のチリ総人口の約10%の100万人に達した。最も有名なのは死のキャラバンと呼ばれるヘリコプターを使った処刑部隊であり、何人もの囚人や民間人がチリの海、湖、川、アンデスの山頂にヘリコプターから突き落とされたとされる。
1974年、ルター派教会のヘルムート・フレンツ監督と、カトリックのエンリケ・アルベアール司教がピノチェトに面会し、「肉体的圧力（ピノチェトを憚って「拷問」の用語を避けた）」を止めるよう申し入れた。ピノチェトは自ら「拷問のことかね？」と返し、「あんた方（聖職者）は、哀れみ深く情け深いという贅沢を自分に許すことができる。しかし、私は軍人だ。国家元首として、チリ国民全体に責任を負っている。共産主義の疫病が国民の中に入り込んだのだ。だから、私は共産主義を根絶しなければならない。（中略）彼らは拷問にかけられなければならない。そうしない限り、彼らは自白しない。解ってもらえるかな。拷問は共産主義を根絶するために必要なのだ。祖国の幸福のために必要なのだ。」と、拷問を正当化した。フレンツは殺されこそしなかったが、後に国外追放された。1987年4月に教皇ヨハネ・パウロ2世がチリを訪問した際も、ピノチェト本人に対し「あんたはただの独裁者だ」と面罵、民主化に向けた取り組みを促した。また、海外に亡命したアジェンデ政権の要人も次々に暗殺された。前任の陸軍総司令官であったカルロス・プラッツも、1974年に亡命先のブエノスアイレスで殺された。元秘密警察の証人であるマイケル・タウンリーによれば政敵に使用するためにサリンや炭疽菌といった生物兵器・化学兵器も製造していたとされる。こうした国民に対する弾圧や事実上のテロ行為は国際的に厳しい非難を浴び、国連総会でも1974年以来4年連続で対チリ非難決議が採択された。

#### 「チリの奇跡」

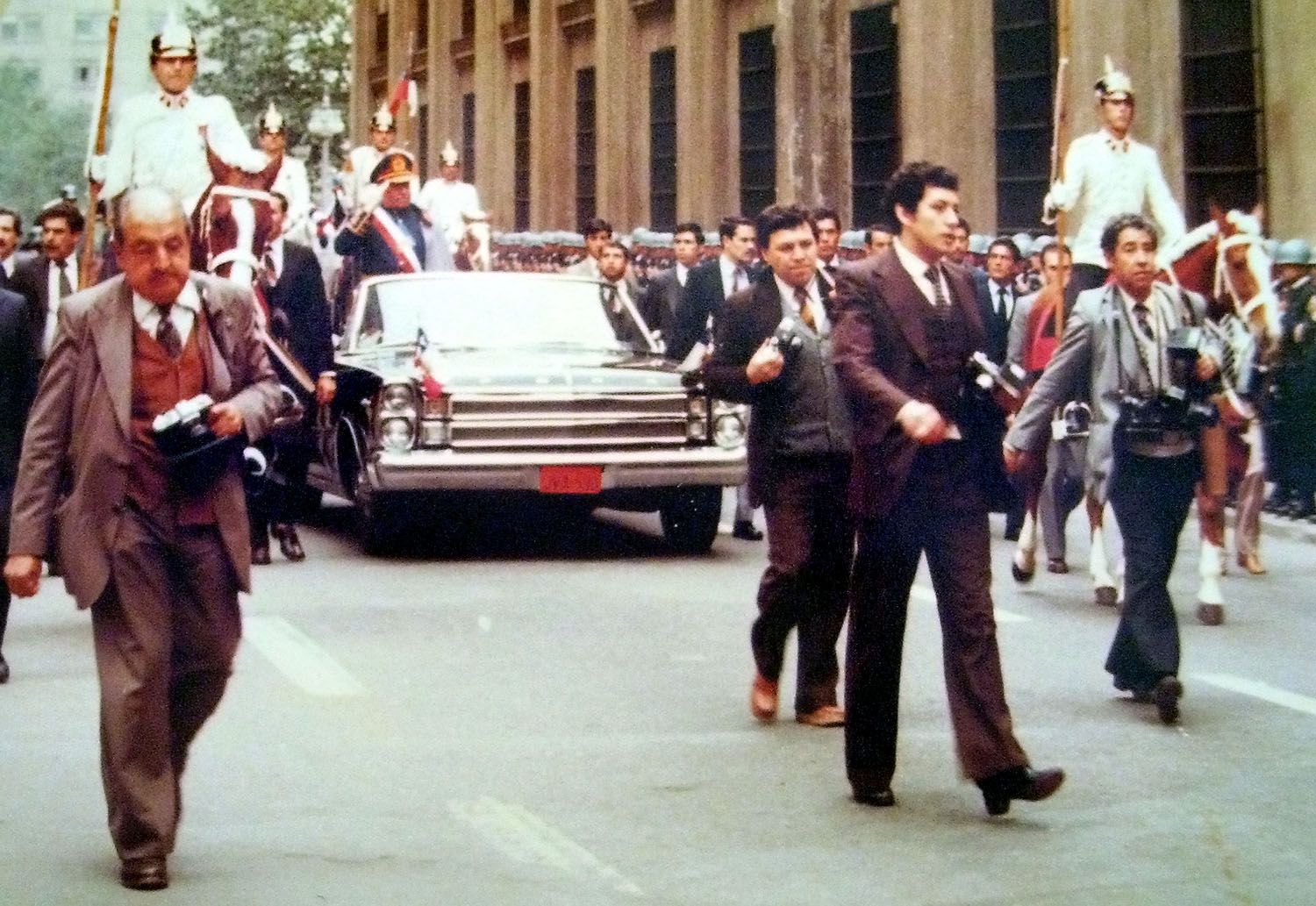
パレードを行うピノチェト（1982年）

経済政策では、ミルトン・フリードマンが主張する新自由主義を実行し、「シカゴ学派」と呼ばれるフリードマンの弟子のマネタリスト（シカゴ・ボーイズ）を大勢招いた。ピノチェトは世界恐慌以来続いた輸入代替政策の大規模な否定に取り掛かったのである。事実、ピノチェトは政権奪取後から短期的には良好な経済成長を実現し、フリードマンはピノチェトの政策を「チリの奇跡」と呼び、ピノチェトの支持者たちは「アジェンデの失政によって混乱した経済を立て直した」と評価した。
ピノチェト時代には経済の中心がそれまでのサンティアゴ＝バルパライソから南部のテムコや北部のアリカや、イキケ、コピアポに移動した。経済的には日本との貿易関係が拡大し、低く抑えられた賃金による農業セクターの拡大もあり、特にブドウ産業が成長したことで、チリワインの生産も拡大し本格的な輸出品となった。
新自由主義政策においては企業の民営化がなされたのみならず、アジェンデ時代に行われた農地改革も否定され、農民に分配された農地は大土地所有者の手に戻った。また、徹底的な民営化政策にもかかわらず、当時チリは世界最大の銅の輸出国で銅はチリ経済に果たしていた役割の大きさのために、コデルコのような国営銅企業を設立してアジェンデ時代に国有化された鉱山の民営化はなされなかった。また、1982年-1983年の大幅なマイナス成長のため、1984年10月にはクルサト・ラライン・グループの8銀行が国有化された。
また、フリードマンらが評した「チリの奇跡」にもかかわらず、ピノチェト政権の1973年から1990年までの実質GDP成長率は年平均で3.70%に留まり、ピノチェトが否定しようとした輸入代替工業化政策期（1940年から1973年）の3.86%を下回った。新自由主義政策は一部の者にのみ富を集中させただけで、1975年にマイナス12.9%、1982年にはマイナス14.1%と恐慌に直面しており、このように平均では決して高くないパフォーマンスを記録せざるを得なかったのである。さらに、1975年には4.3%であった失業率が、1980年代平均では22.5%に上昇した。貧富の差は急激に拡大し、アジェンデ政権期のような極端な物不足はなくなった代わりに、輸入品が国内に雪崩れ込み製造業が壊滅。貧困率がアジェンデ政権下の2倍の40%に達したほかハイパーインフレも深刻で、インフレ率が数百%にまで達している。1985年にはエルナン・ビュッヒが経済相に就任し、1987年から1989年まで銅の価格が国際的に上昇したことも助けとなり、1987年には6.6%、1988年には7.3%、1989年には10.6%と高い実質GDP成長率を記録した。1985年から1996年までの実体経済における平均成長率は、チリ以外のラテンアメリカ諸国を上回る7%となった。
経済全体としては国内生産が15%下落、賃金は1970年の3分の1にまで激減するのみならず、1973年には2億ドル程度であった公債費が1979年初頭には16億ドルにまで急増。国民生活の貧窮ぶりは目を覆うばかりであり、1976年にはフランスの科学機関がチリ国民の栄養状態について、次のような報告書をまとめている。
| 「 | 2歳の幼児が地面に座り込み、ほとんど体の均衡を保つこともできないのを見ると、心は悲しみに沈む。この子は立つことができず、歩くことも話すこともできない。体重はわずか9キログラムしかない | 」 |

しかし、乳児死亡率については1970年から1985年にかけて1000人当たり82.2人から19.5人へ下落し、1980年代にラテンアメリカ諸国で最低を記録した。

#### 国際関係

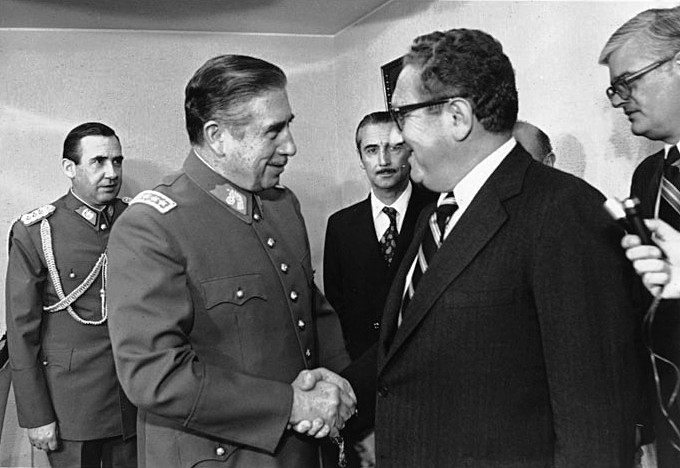
ヘンリー・キッシンジャーとピノチェト、1976年

アジェンデ政権時代のチリは、キューバ、ソビエト連邦、東ドイツ、北朝鮮、ベトナムなどの東側諸国と外交関係を確立するも、チリ・クーデター後にピノチェトはこれらの国々と断交して共産圏ではソ連と敵対して西側諸国に接近していた中華人民共和国とニコラエ・チャウシェスクのルーマニアのみ国交を継続し、特にピノチェトと同じようにフリードマンも招いて改革開放を行っている中国を評価して2度自ら訪中して軍事協力や融資を受けるなど親密であり、チリ・クーデターを容認する中国共産党政府に抗議したアジェンデ時代の駐中国大使アルマンド・ウリベは中国から追放された。
ピノチェト政権はラテンアメリカ域内ではブラジル、アルゼンチン、パラグアイ、ボリビア、ウルグアイなどの官僚主義的権威主義体制の親米軍事政権と共同で反体制派を弾圧するための機構を整備すべく、ピノチェトの60歳の誕生日の1975年11月25日にチリ国家情報局はこれらの国々の情報当局者を集めてコンドル作戦を立ち上げた。フランコ体制下のスペインとも友好を築き、ピノチェトはフランシスコ・フランコの葬儀に出席した唯一の国家元首だった。また、チリでのクーデターは冷戦時代に反共主義や反社会主義であれば政治手法は問わず支援したCIAから支援を受けており、当時のアメリカのヘンリー・キッシンジャー国務長官はコンドル作戦にも関わったと後に批判された。
また、ピノチェト政権は対外的な緊張によって自国を引き締め、政権前期にはアジェンデ時代に友好関係が確立されていたペルーのフアン・ベラスコ・アルバラード政権と、太平洋戦争以来の領土問題を巡って緊張が高まり、ベラスコが1975年に失脚した後は、チリと同様に官僚主義的権威主義体制が敷かれていたものの、パタゴニアで領土問題を抱えていたアルゼンチンが仮想敵国とみなされた。特にアルゼンチンに対しては1970年代後半にビーグル水道のピクトン島・レノックス島・ヌエバ島を巡って、ホルヘ・ラファエル・ビデラ軍事政権との間で紛争が勃発しかけた。南極をめぐっても1977年に自らチリ領南極を訪問してアルゼンチンを牽制し、これに対抗して1978年にアルゼンチンはアルゼンチン領南極におくりこんだ妊婦から出産した南極生まれの子供を領有権主張に利用してチリも同様の方法で報復した。なお、南極の領有権問題でチリを支持した中華人民共和国はチリ軍の協力も得て長城基地を築いて南極進出を果たしている。ローマ教皇ヨハネ・パウロ2世の仲介によってアルゼンチンとの紛争は収束に向かったが、ビデラからレオポルド・ガルチェリにアルゼンチンの政権が交代して1982年にマルビナス戦争が勃発した際には、チリはイギリスのマーガレット・サッチャー政権を支持した。戦争後、アルゼンチンで民政移管したラウル・アルフォンシン政権の譲歩によってピクトン島・レノックス島・ヌエバ島の三島は、1984年11月にチリに割譲された。1976年10月には共通関税などの問題の拗れからアンデス共同体を脱退している。

#### 失脚

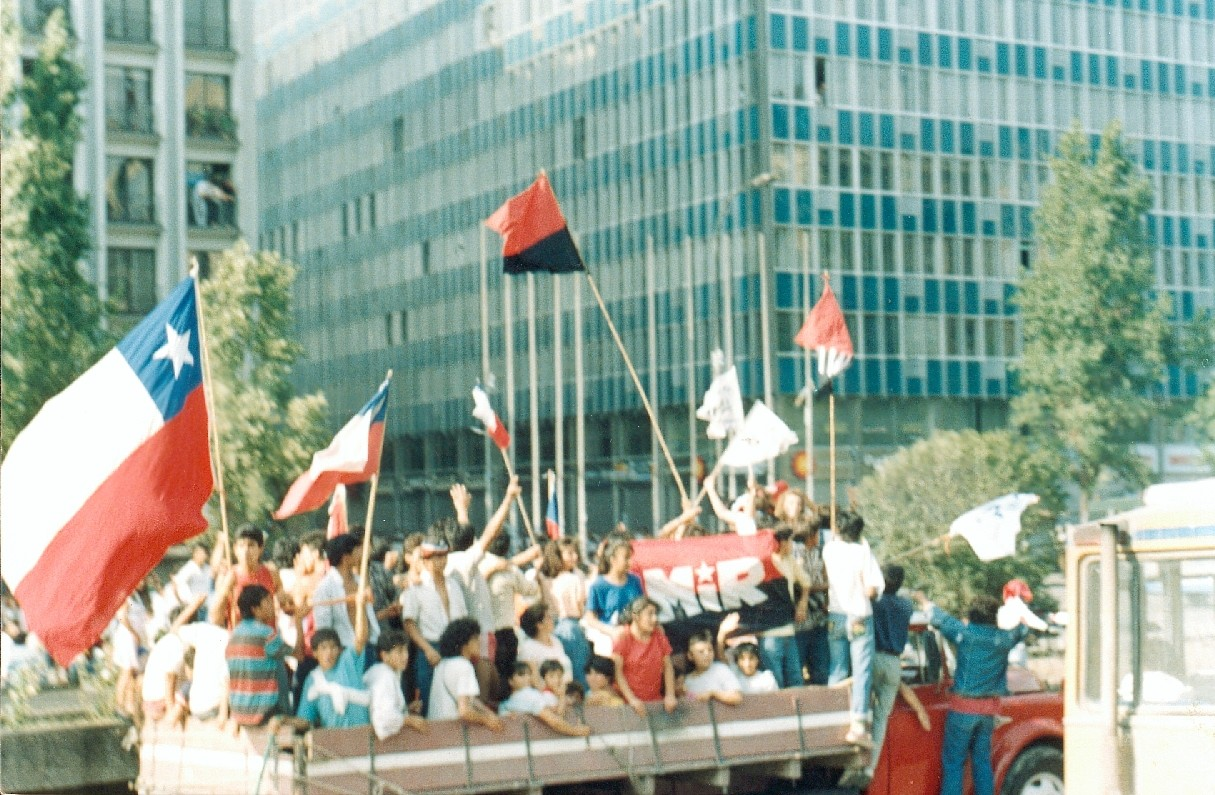
1988年の選挙時のサンティアゴ

ピノチェトによる独裁政治とアメリカ式経済が敷かれている間、後見人とも言えるホワイトハウスは、1989年にベルリンの壁が崩壊して冷戦が終わるまで、南米の他の国と同様に、ピノチェトやチリ国内での虐殺と独裁政治について、支援と見て見ぬ振りを続けた。
しかしピノチェトが退陣する引き金は、冷戦終期の1988年10月5日に行われた国民投票（en）における敗北である。この国民投票は、1989年3月で任期満了を迎えるピノチェトの任期を更に8年間延長することの是非を問う内容であった。結果は反対が56%、賛成が44%で、反対が大勢を占めた。ピノチェトと彼を支持する陸軍はそれでも続投を模索していたが、軍政を構成する海軍、空軍、カラビネーロス（国家憲兵）が激しく反発。
これを受けて、1989年12月に大統領選と議会選が同時に実施された（en）。大統領選ではコンセルタシオン・デモクラシアのパトリシオ・エイルウィンがピノチェト派のエルナン・ビュッヒに勝利し、ピノチェトは任期を1年延長する形で、1990年3月に大統領を辞任した。

### 大統領辞任後

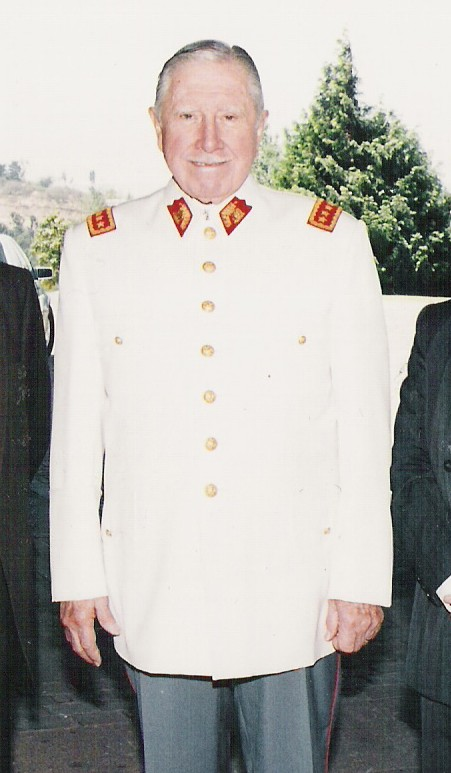
チリ陸軍最高司令官ピノチェト（1995年）

ピノチェトは大統領を辞任した後も陸軍総司令官の座に留まり、隠然たる影響力を保持していた。また大統領に就任した反軍政派のエイルウィンが軍事政権時代の軍による人権侵害の真相究明を進めようとした際には、クーデターまがいの行動を起こして妨害したりもした。1998年に陸軍を退役した後には、大統領経験者がその職に就くことができる終身上院議員に就任した。
しかし、1998年に病気療養のために渡ったイギリスで、スペインの司法当局バルタサール・ガルソン判事の要請（チリ在住のスペイン人に対する弾圧の罪で）を受ける形でジャック・ストロー内相（当時）が拘束を指揮、逮捕した。拘束をめぐっては、国家元首を他国が裁くことの是非、チリとの外交関係悪化をめぐって論議が起こったが、イギリス政府は2000年3月2日、最終的に病気で裁判に出るのは無理だと診断されたためチリ帰国を認めた。
2000年にはチリの市民団体がピノチェトを告発し、事件を担当するサンティアゴ高裁のフアン・グスマン判事が2000年12月1日にピノチェトを殺人及び誘拐罪で起訴。しかし12月11日にチリの高裁が、12月20日には最高裁が、ピノチェトに対する精神鑑定が行われていないことを理由に起訴を一旦無効とした。翌2001年1月29日にグスマン判事はピノチェトに対する精神鑑定と事情聴取を行った上で再起訴に踏み切った。しかし2001年7月1日、サンティアゴ高裁は「ピノチェトは痴呆（認知症）で裁判を受けられない」としてこれを却下し、翌月には最高裁もこの判断を支持した。しかしアメリカ合衆国のテレビ局のインタビューなどに答えていたことなどから痴呆というのは虚偽ではないかという声が高まり、2004年8月には最高裁に免責特権を剥奪された。
2004年12月、サンティアゴ控訴裁は左派の活動家に対する誘拐・殺人の罪でピノチェトを告発したが、2005年9月にチリ最高裁は最終的にピノチェトの健康状態から裁判に耐えられないとして罪状を棄却した。しかし、ピノチェトには在任中の2700万ドルと言われる不正蓄財の容疑でも捜査が進められ、妻と息子が逮捕され（妻は高齢のためその後保釈）、2005年10月にはピノチェトと家族の全ての資産が差し押さえられた。さらに2006年10月25日には中国香港特別行政区の銀行に9tもの金塊を所有している事が明らかになった。しかしながら2007年10月26日、サンティアゴ高裁は嫌疑不十分でピノチェトの妻子とその側近らの立件を断念するとともに、身柄の拘束も解く事になった。

### 死亡

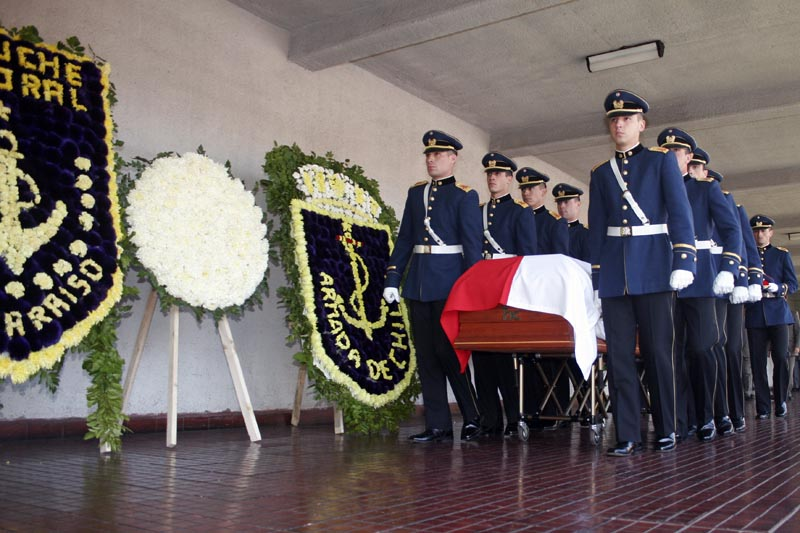
陸軍士官学校生徒隊によって運ばれるピノチェトの棺

2006年12月10日14時15分、心不全のためサンティアゴ市内の軍病院にて91歳で没した。ピノチェトの訃報が伝えられると、親ピノチェト派は彼の施政に感謝する集会を開く一方で、反ピノチェト派はピノチェトの死を祝う集会を開き（チリ国内のみならず亡命者が多かったスペインの首都マドリードでも）、ピノチェト政権下で起こった対立がまだ完全には癒えていないことが改めて浮き彫りになった。
チリの元大統領の葬儀は国葬で実施されるのが通例であるが、ピノチェトの葬儀は政権下の犠牲者（後の大統領ミチェル・バチェレもその一人であり、アジェンデ派の軍人であった父を殺され、自身も亡命を余儀無くされた）の感情に配慮して国葬ではなく、元総司令官としての陸軍主催の形で行われ、大統領ではなく国防大臣が参列した。プラッツ将軍の孫であるフランシスコ・クアドラド・プラッツは、ピノチェトの遺骸に唾を吐きかけて逮捕された。彼は、祖父母らを殺したピノチェトが裁きを受けないまま死に、国葬ではないとはいえ、陸軍が最高の栄誉で葬儀を行ったことを許せず、報復の最後の機会と称して事に及んだという。
一方、ピノチェトの孫であるアウグスト・ピノチェト・モリーナ大尉は、弔辞で「祖父こそチリ史上もっとも偉大な人物であり、全体主義を持ち込もうとしたマルクス主義を打ち負かし、フリードマンの新自由主義へと目を開かせた功労者である。（ピノチェトに殺された）少数の苦しみなど気に病むに及ばない。連中の存在は、新世界の誕生につきものの産みの苦しみに過ぎない」と述べ、ピノチェト支持者の喝采を浴びたという。なお、モリーナは、演説が軍紀に著しく反したことを理由に軍を罷免された。
また、盟友イギリスのサッチャー元首相もピノチェトの死について「大きな悲しみを抱いている」と表明し、深い哀悼の意を示した。
クーデター45周年目にあたる2018年9月に行った歴代大統領に関する支持率調査における、ピノチェトを評価する意見（とても良い+良い）は20％、肯定も否定もしない意見（普通）は17％、否定する意見（悪い+とても悪い）は48％、「回答しない」と答えたのは15％となり、依然として否定的な見方が強いことが示される結果となった。

## 影響

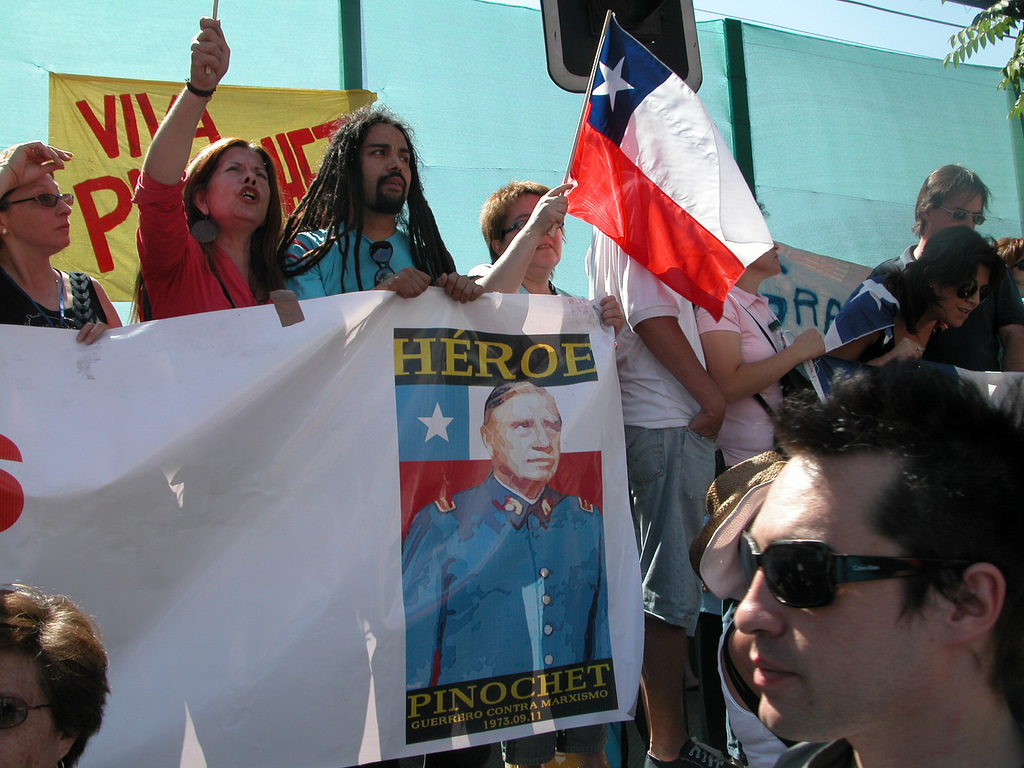
ピノチェト支持派のチリ市民

ピノチェトの孫の演説に象徴されるように、現在でも反共主義・新自由主義・アメリカニズムを支持する右派や、ピノチェト個人の崇拝者などから根強い支持を受け、毀誉褒貶が激しい。チリの議会ではピノチェト支持者が結成した独立民主連合は2001年から長らく単独では最大政党になっている。
1980年、イギリスのパンク・ロック・バンドであるザ・クラッシュは、第4作の『サンディニスタ!』の中の「ワシントンの銃弾」でアジェンデ政権下を思い出すことと、ビクトル・ハラの虐殺や、ピノチェトによる拷問を告発し、ホワイトハウス・中南海・クレムリンによる人権侵害の弾圧を非難し、サンディニスタ革命を賛美した。
1988年、イギリスのミュージシャンであるスティングは、ソロ第2作『ナッシング・ライク・ザ・サン』にピノチェトの虐殺を告発する曲を収録した。この「孤独なダンス」は、拉致殺害された男達の残された家族が抗議の意味で（本来男女ペアで踊るダンスである）クエッカを一人で踊ることを歌った曲で、歌詞中にピノチェトの名前を入れて告発している。スティングは、ピノチェトの誕生日に同曲を録音したテープを彼のもとに贈った所、返されて来たと語っている。
1990年代のペルーでは、ピノチェトと類似した新自由主義的政策を掲げたアルベルト・フジモリ大統領が、愛称の「chino（チノ。中国人の意だが、親しみと軽い揶揄を込めて使われる）」とあわせて「chinochet（チノチェト）」と揶揄された。ヒューマン・ライツ・ウォッチはチャドの独裁者であったイッセン・ハブレを「アフリカのピノチェト」と呼んでいる。

## 逸話
- NHKの人形劇『プリンプリン物語』に登場するアクタ共和国の指導者、ルチ将軍のモデルである。
- 反対派からは姓とピノキオをかけた「pinocho（ピノチョ）」と呼ばれ、支持者からは「mi general（我が将軍）」と呼ばれた[50]。

## 著書
- アウグスト・ピノチェト 著、グスタボ・ポンセ 訳『チリの決断 : 1973年9月11日』サンケイ出版、1982年7月5日。NDLJP:12290985。